# Антенна-Телесемь
«Антенна-Телесемь» — российский журнал с телевизионной программой, «еженедельник для семейного чтения». Издается медиакомпанией «Шкулёв Медиа Холдинг» в 58 городах России тиражом 1,2 млн экземпляров, является самым высокотиражным печатным СМИ России.

## История
Журнал под названием «Телесемь» начал издавать в 1996 году новосибирский бизнесмен Олег Хрипунов. Вскоре после дефолта 1998 года совладельцами компании «Интермедиагруп», которая издавала этот журнал, стала группа инвесторов из Москвы. Журнал стали издавать в разных городах под названием «Антенна-Телесемь». В 2009 году Олег Хрипунов и другие миноритарные акционеры ЗАО «Интермедиагруп» продали свои доли мажоритарным акционерам — компании Lagardere Active Media и Виктору Шкулёву.
В связи с тем, что благодаря развитию Интернета люди стали меньше смотреть телевизор, с 2009 года журнал развивается в направлении универсального издания для женщин.